# Parada de Monteiros
Parada de Monteiros é uma povoação portuguesa do Município de Vila Pouca de Aguiar que foi sede da extinta Freguesia de Parada de Monteiros, freguesia que tinha 23,43 km² de área e 72 habitantes (2011)  e, por isso, uma densidade populacional de 3,1 hab/km²), 
A Freguesia de Parada de Monteiros foi extinta (agregada) pela reorganização administrativa de 2012/2013, tendo o seu território sido integrado na então crriada Freguesia de Pensalvos e Parada de Monteiros.
A Freguesia de Parada de Monteiros incluía no seu território apenas dois lugares: Parada de Monteiros e Pielas.
Parada de Monteiros situa-se na Serra do Alvão, 16 km a noroeste da sede do município.

## População
| Número de habitantes | Número de habitantes | Número de habitantes | Número de habitantes | Número de habitantes | Número de habitantes | Número de habitantes | Número de habitantes | Número de habitantes | Número de habitantes | Número de habitantes | Número de habitantes | Número de habitantes | Número de habitantes | Número de habitantes |
| -------------------- | -------------------- | -------------------- | -------------------- | -------------------- | -------------------- | -------------------- | -------------------- | -------------------- | -------------------- | -------------------- | -------------------- | -------------------- | -------------------- | -------------------- |
| 1864                 | 1878                 | 1890                 | 1900                 | 1911                 | 1920                 | 1930                 | 1940                 | 1950                 | 1960                 | 1970                 | 1981                 | 1991                 | 2001                 | 2011                 |
| 338                  | 367                  | 340                  | 342                  | 323                  | 310                  | 328                  | 415                  | 418                  | 470                  | 324                  | 212                  | 137                  | 101                  | 72                   |

(Obs.: Número de habitantes "residentes", ou seja, que tinham a residência oficial neste município à data em que os censos se realizaram.)
| Distribuição da População por Grupos Etários em 2001 e 2011 | Distribuição da População por Grupos Etários em 2001 e 2011 | Distribuição da População por Grupos Etários em 2001 e 2011 | Distribuição da População por Grupos Etários em 2001 e 2011 | Distribuição da População por Grupos Etários em 2001 e 2011 | Distribuição da População por Grupos Etários em 2001 e 2011 | Distribuição da População por Grupos Etários em 2001 e 2011 | Distribuição da População por Grupos Etários em 2001 e 2011 | Distribuição da População por Grupos Etários em 2001 e 2011 | Distribuição da População por Grupos Etários em 2001 e 2011 |
| ----------------------------------------------------------- | ----------------------------------------------------------- | ----------------------------------------------------------- | ----------------------------------------------------------- | ----------------------------------------------------------- | ----------------------------------------------------------- | ----------------------------------------------------------- | ----------------------------------------------------------- | ----------------------------------------------------------- | ----------------------------------------------------------- |
| Idade                                                       | 0-14                                                        | 15-24                                                       | 25-64                                                       | > 65                                                        |                                                             | 0-14                                                        | 15-24                                                       | 25-64                                                       | > 65                                                        |
| 2001                                                        | 6                                                           | 12                                                          | 35                                                          | 48                                                          |                                                             | 5,9%                                                        | 11,9%                                                       | 34,7%                                                       | 47,5%                                                       |
| 2011                                                        | 6                                                           | 4                                                           | 23                                                          | 39                                                          |                                                             | 8,3%                                                        | 5,6%                                                        | 31,9%                                                       | 54,2%                                                       |